# Courant de l’Hôpital
Der Courant de l’Hôpital (auch als Décours und unter einer Vielzahl alternativer Bezeichnungen bekannt) ist ein Fließgewässer in Frankreich, das im Département Nord in der Region Hauts-de-France verläuft. Er entspringt im Gemeindegebiet von Auchy-lez-Orchies, entwässert mit einem Bogen über Süd generell in östlicher Richtung durch den Regionalen Naturpark Scarpe-Schelde und mündet nach insgesamt rund 29 Kilometern bei Thun-Saint-Amand als linker Nebenfluss in die kanalisierte Scarpe. Auf seinem Weg verläuft der Courant de l’Hôpital entlang der Bahnstrecke Fives–Hirson und der Autobahn A 23, die ihn auch mehrfach quert.
Das Gewässer wurde in weiten Abschnitten künstlich errichtet und teilweise kanalisiert, um das Sumpfgebiet im Tal der Scarpe zu entwässern und für die Landwirtschaft und Viehzucht urbar zu machen. Die Arbeiten wurden bereits im Mittelalter von den Mönchen der Abtei Saint-Amand begonnen.

## Orte am Fluss
(Reihenfolge in Fließrichtung)
- La Froidure, Gemeinde Auchy-lez-Orchies
- Le Quennelet, Gemeinde Nomain
- Orchies
- Beuvry-la-Forêt
- L’Ermittage, Gemeinde Beuvry-la-Forêt
- Sars-et-Rosières
- La Rouchasmez, Gemeinde Bousignies
- Millonfosse
- La Bruyère, Gemeinde Saint-Amand-les-Eaux
- Saint-Amand-les-Eaux
- Les Bas Champs, Gemeinde Lecelles
- Nivelle
- Thun-Saint-Amand